# Eric Mueller
Eric Mueller est un rameur d'aviron américain né le 6 novembre 1970 à Kansas City (Missouri).

## Biographie
Eric Mueller participe aux Jeux olympiques d'été de 1996 à Atlanta à l'épreuve de quatre de couple et remporte la médaille d'argent en compagnie de Tim Young, Brian Jamieson et Jason Gailes.